# Aphrodite (албум)
Aphrodite е единадесетият студиен албум на австралийската певица Кайли Миноуг. Това е и първият студиен албум от три години след издаването на X през 2007 година. Албумът е издаден в целия свят през юли 2010 и е предшествано от излизането на първия сингъл „All the Lovers“.

## Информация на албума
Сингъл „All the Lovers“ е една от последните песни, написани за албума, но веднага е избрана за сингъл. Aphrodite разполага Стюарт Прайс като изпълнителен продуцент, който също допринесе за песен писмено заедно с Калвин Харис, Джейк Ширс, Нерина Палот, Паскал Габриел, Лукас Секон и Киш Моув. Стюарт Прайс се замесва в албум след писмено сесия с Миноуг в Ню Йорк в края на 2009. Албумът не съдържа никакви балади, но някои са записани по време сесии на албума.
Aphrodite достига върха на класациите албум в над петдесет други европейски държави. Във Великобритания беше си пети албум да достигне първо място. В САЩ е нейният втори албум с най-високите продажби с над 18 000 копия първата седмица. В Германия албумът достигна номер три и става нейният трети албум за достигане на първите десет. Албумът става платинен в Австралия за продажба с над 70 000 копия, и платина във Великобритания за продажби с над 300 000 копия.

## Сингли
„All the Lovers“ е издаден като първи сингъл през юни 2010 година. Сингълът се представи добре с търговска цел, особено в Европа. Песента достига номер три в UK Singles Chart, където по-късно е сертифициран сребърен с продажби от 200 000 копия. Сингълът също достига до топ 10 във Франция, Италия, Шотландия и Испания. В Австралия, сингълът достига само номер 13 на ARIA Charts. В САЩ песента достигна първо място в Билборд (Hot Dance Club Songs).
„Get Outta My Way“ е издаден като втори сингъл на 27 септември 2010 година. Песента достига само номер 14 във Великобритания и само номер 69 в Австралия. В САЩ песента достигна първо място в Билборд (Hot Dance Club Songs).
„Better than Today“ е издаден като трети сингъл на 3 декември 2010 година. Сингълът е по-малко успешна от „All the Lovers“ и „Get Outta My Way“, където тя достигна само номер 55 в Австралия и номер 32 във Великобритания. В САЩ песента достигна първо място в Билборд (Hot Dance Club Songs).
„Put Your Hands Up (If You Feel Love)“ е издаден като четвърти и последен сингъл от албума на 29 май 2011 година. В Австралия сингълът достига само номер 50 на ARIA Charts. В САЩ песента достига първо място в Билборд (Hot Dance Club Songs).

## Списък с песните

### Оригинален траклист
1. „All the Lovers“ – 3:20
2. „Get Outta My Way“ – 3:38
3. „Put Your Hands Up (If You Feel Love)“ – 3:37
4. „Closer“ – 3:09
5. „Everything Is Beautiful“ – 3:25
6. „Aphrodite“ – 3:45
7. „Illusion“ – 3:21
8. „Better Than Today“ – 3:25
9. „Too Much“ – 3:16
10. „Cupid Boy“ – 4:26
11. „Looking for an Angel“ – 3:49
12. „Can't Beat the Feeling“ – 4:09

### Японско издание
1. „Heartstrings“ – 3:16

### iTunes Store експресивно издание
1. „Mighty Rivers“ – 3:57

### Amazon MP3и BigPond
1. „Go Hard or Go Home“ – 3:42

### Експресивно и Японско лимитирано издание (DVD)
1. „White Diamond Theme“ (на живо от For You, For Me Tour) – 2:16
2. „White Diamond“ (на живо от For You, For Me Tour) – 3:06
3. „Confide in Me“ (на живо от For You, For Me Tour) – 4:51
4. „I Believe in You“ (на живо от For You, For Me Tour) – 2:59
5. "Създаване на „All the Lovers“ заснемане на видео" – 13:00
6. „Зад кадър от „Aphrodite“ фотосесия“ – 2:32
7. „Фото галерия“ – 3:49
8. „Ексклузивно интервю с Кайли Миноуг и Стюарт Прайс“ (достъпен онлайн с код от стикер за събиране) – 39:36

### Les Folies Tourиздание (Диск 2)
1. „Put Your Hands Up (If You Feel Love)“ (Pete Hammond Remix) – 7:54
2. „Aphrodite“ (Denzal Park Remix) – 6:21
3. „Cupid Boy“ (Stereogamous Dub) – 7:00
4. „Get Outta My Way“ (Paul Harris Vocal Remix) – 7:15
5. „All the Lovers“ (WAWA & MMB Anthem Remix) – 6:16
6. „Put Your Hands Up (If You Feel Love)“ (Muscles Club Remix) – 5:06
7. „Better Than Today“ (Bimbo Jones Remix) – 3:07
8. „Higher“ (с Taio Cruz) – 3:25

### Les Folies Tour издание (Диск 3)
1. „20 Minute Party Remix“ – 19:51

## Потребители
| - Кайли Миноуг – вокали, беквокали - Беатрис Артола – инженер (5) - Уилям Бейкър – фотография - Анди Чатърли – цилиндрови програмиране, инженер, клавиатури, пиано, продуцент, синтезатор (6, 8) - Cutfather (Мич Хансен) – ударни инструменти, продуцент (2) - Даниел Дейвидсън – китара, клавишни, продуцент, програмиране (2) - Джим Елиът – бас, дръм програмиране, клавиатури, пиано, продуцент (1) - Дейв Емъри – смесване асистент (1 – 4, 6 – 8, 11, 12) - Бьорге Фиордхейм – инструментация, продуцент (12) - Паскал Гейбриъл – инструментация, продуцент (12) - Брайън Готшал – помощник инженер (7, 11) - Калвин Харис – аранжор, апаратура, смесване, продуцент (9) - Беатрис Хатерли – допълнителни беквокали (4) - Майме Хладий – бас (2) - Пийт Хофман – инженер, Про Тулс (2) - Себастиан Ингросо – смесване, продуцент (10) - Нейтън Хорс – помощник инженер (7, 11) - Магнус Лидехал – смесване, продуцент (10) - Мириам Нерво – допълнителни беквокали, вокал продуцент (2) - Оливия Нерво – допълнителни беквокали, вокал продуцент (2) | - Мадс Нилсън – смесване (2) - Нерина Палот – акустична китара, допълнителни беквокали, инженер, клавиатури, пиано, продуцент, синтезатор (6, 8), електрическа китара (8) - Джеоф Пеше – мастеринг - Стюарт Прайс – допълнителен производител (1, 6, 8), смесване (1 – 4, 6 – 8, 10 – 12), копродуцент (2, 3), гласно продуцент (3), производителя (4, 7, 10 – 12), допълнителни клавиатури, допълнителна подкрепа вокали инженер (6), допълнителни вокали инженер (8), изпълнителен продуцент - Тим Райс Оксли – клавишни, пиано (5) - Хана Робинсън – беквокали (12) - Лукас Секон – допълнителни клавиатури, копродуцент (2) - Александра Сегал – допълнителни беквокали (2) - Деймън Шарп – копродуцент, инженер (2) - Фрейзер Ти Смит – китара, смесване, продуцент (5) - Старсмит – смесване, продуцент (2) - Мима Стилуел – допълнителни беквокали (1) - Джейсън Тарвър – помощник инженер (6, 8) - Тери Блейми – управление - Бен Вела – електрическа китара (8) - Питър Валевик – клавиатури, продуцент, програмиране (2) - Ричард Екс – клавиатури, Минимуг (12) |